# Zawieszeni na drzewie
Zawieszeni na drzewie (fr. Sur un arbre perché) – francuski film komediowy z 1971 roku z udziałem Louisa de Funèsa.

## Fabuła
Podróżujący luksusowym samochodem Henri Roubier (Louis de Funès) zabiera dwójkę autostopowiczów – panią Müller (Geraldine Chaplin) z psem i sympatycznego chłopaka. W drodze nagle traci panowanie nad samochodem i wóz spada w przepaść. Gdy o świcie podróżni odzyskują przytomność, stwierdzają, że auto osiadło na drzewie tkwiącym w skalistym klifie. W desperacji podejmują bezskuteczne próby wydostania się z pułapki.

## Obsada
- Louis de Funès – Henri Roubier, przemysłowiec i entuzjasta motoryzacji
- Olivier de Funès – młody autostopowicz
- Geraldine Chaplin – pani Müller
- Alice Sapritch – pani Roubier
- Roland Armontel – ksiądz Jean-Marie, jej brat
- Hans Meyer – b. pułkownik Müller, zazdrosny mąż
- Paul Préboist – dziennikarz radiowy
- Pierre Richard – alpinista
- Daniel Bellus – alpinista-ratownik
- Albert Augier – spiker radiowy #1
- Jean Berger – spiker radiowy #2
- Fernand Sardou – sierżant
- Jean Hébey – reporter TV
- Fernard Berset – rozmówca w TV
- Danielle Durrou – gwiazda horroru
- Pascal Mazzotti – spiker TV
- Jean-Jacques Delbo – właściciel jachtu